# Liga de Rusia de balonmano femenino
La Liga de Rusia de Balonmano Femenino es la máxima competición de balonmano femenino de Rusia. Fue fundada en 1993.

## Equipos 2019-20
- HBC Lada Togliatti
- Zvezda Zvenigorod
- Rostov-Don
- HBC CSKA Moscú
- Dinamo Volgograd
- HC Astrakhanochka
- HC Kuban Krasnodar
- Stavropol-SKFU
- AGU Adyif Majkop
- KSK Luch Moscú
- Universitet Izjevsk
- HK Ufa-Alisa

## Palmarés
|  | - 1993 Rotor Volgograd - 1994 Rostselmash - 1995 Rotor Volgograd - 1996 Rotor Volgograd - 1997 Istochnik Rostov - 1998 Istochnik Rostov - 1999 Akva Volgograd - 2000 Akva Volgograd - 2001 Akva Volgograd - 2002 Lada Togliatti - 2003 Lada Togliatti - 2004 Lada Togliatti - 2005 Lada Togliatti - 2006 Lada Togliatti - 2007 Zvezda Zvenigorod - 2008 Lada Togliatti - 2009 Dynamo Volgograd | - 2010 Dynamo Volgograd - 2011 Dynamo Volgograd - 2012 Dynamo Volgograd - 2013 Dynamo Volgograd - 2014 Dynamo Volgograd - 2015 Rostov-Don - 2016 HC Astrakhanochka - 2017 Rostov-Don - 2018 Rostov-Don - 2019 Rostov-Don |